# 星村麻衣
星村 麻衣（ほしむら まい、1981年4月18日 - ）は、日本の女性シンガーソングライター、ピアニスト。本名同じ。島根県松江市出身。島根県立松江東高等学校、尚美学園大学芸術情報学部卒業。血液型はAB型。身長161cm。楽曲のイメージを考慮し、英語表記のMai Hoshimura名義で作品をリリースすることもある。
裸足でのピアノ弾き語りスタイルから、14枚目のシングル「ひかり」のリリースの際につけられた愛称は「裸足のピアノガール」。自称「永遠の18歳」。

## 来歴
4歳からクラシックピアノを始め、大学までピアノを学んだ。
17歳からシンガーソングライターになることを目指して本格的に作曲活動を開始した。
高校3年生の時、ソニー・ミュージックエンタテインメント主催の女性シンガー限定のWebオーディションを受けて最終選考まで残るが、実技審査が大学の入学試験と重なったため断念した。その後、音楽大学に進学し声楽とピアノを学ぶ傍ら、再び同社のオーディションに挑戦して合格した。
大学在学中の2002年7月にプレデビューシングル「夏色のキャンバス」を発表、同年10月「Stay With You 」で正式にメジャーデビューした。
2003年5月に発表された3枚目のシングル「GET HAPPY」がドラマの主題歌に起用されて以降、多数のドラマ主題歌やアニメソングとして楽曲が採用されるようになった。
2003年12月リリースの4枚目のシングル「ビリーヴァー 」では、中学の頃その歌声と曲が大好きでよく聴いていたスウェーデンの音楽プロデューサー、ダグラス・カーにプロデュースしてもらうためにスウェーデンを訪れた。。
2007年にはシングルを年内に3枚リリース、またラジオ番組のDJを担当するなど精力的に活動を行った。11枚目のシングル「桜日和」よりSony Music Associated RecordsからSME Recordsに内部レーベル移籍した。
2008年には主題歌を担当した『Tomorrow〜陽はまたのぼる〜』の最終回に本人役で出演。主題歌となったシングル「ひかり」のリリース前後にはテレビ音楽番組の出演をはじめ各種メディアへの登場が増えた他、全国各地でフリーライブなどの活動も精力的に行った。これらに出演の際、裸足でピアノを弾いていたことが話題となり、各種メディアで「裸足のピアノガール」の愛称で紹介されるようになった。セールス面でも、オリコンチャートでは最高で14位を獲得、音楽配信サイトmoraでは配信開始から1か月を経過しても10位前後をキープするなど好調であった。
2009年5月、契約中のレコード会社及び所属事務所を離れることを発表、同年6月にオフィシャルブログ「ピアノは友達」を開設した。
数か月の音楽活動休止期間を経て、2010年1月には、約1年半ぶりとなる15枚目のシングル「いちばん星」をにリリースすることを発表、インディーズレーベル Heart-Voice Records に移籍し、古賀繁一のプロデュースのもと音楽活動を再開した。
2010年12月には、初のライブツアー『Hoshimura Mai Live Tour2010"初ツアーだョ！全員集合"』を開催した。
2010年からはアーティストとしての活動と並行して作曲家としての活動も開始し、他のアーティストへの楽曲提供を行うようになった。
2012年8月からは、マンスリーライブ『唄い処 星村亭』を開始し、継続的にライブ活動を行っている。
2013年7月には「Super-Con 2013」、2016年7月には「Anime Friends 2016」から招待を受け、ブラジルでのライブを行った。
2014年11月22日、オフィシャルブログで入籍を報告。お相手はかねてから交際していた一般男性。どんなときも大きな心で支えてくれたと報告している。
2018年6月、6年ぶりとなるオリジナルアルバム『MH』をリリースした。
2019年7月8日、第1子の男児（2830g）を出産。

## 人物

### 趣味・特技
学生時代はテニス部だった。卓球も好き
釣りをする事もある。
ブログでは、自身が訪れた有名店等のメニューの画像、ペットの犬の様子がよく公開されている。

### 好きなもの
小さい頃から『ドラゴンボール』のファン。

### 影響を受けたアーティスト
椎名林檎、aiko、ベン・フォールズ。

### 家族
母親は「おかん」と呼ぶことが多い。
犬好きで、ペットとして飼っている犬（ミニチュアダックスフントのメス）の名前は「マリリン」。星村曰く「自分の娘」と呼ぶほど可愛がっていて、名前の由来は「ドラゴンボールの登場キャラ、クリリンから取った」と言う。

### 交友関係
2008年5月11日のライブ「音霊 OTODAMA PHOTO STUDIO vol.51」の際、同ライブに出演していた池上ケイと同じマンションに住んでいることがわかり、それ以降親しく交流するようになった。

## エピソード
高校2年生の時、aikoや椎名林檎らの女性“シンガーソングライター”が楽器を弾いて歌う姿に衝撃を受け、「私にはピアノがある、自分の曲をみんなに聴いてほしい」と強く思ったことをきっかけに歌手を目指すようになる。椎名林檎の独特なメロディー、歌詞、声、ファッションには自分の中に新しい風が吹いたような感覚を覚えたという。
裸足での演奏については、家で弾く時も大学の試験でも裸足だったくらい自分にとっては一番自然な形で、緊張するタイプなので落ち着くためのリラックス法だと語っている。

## ディスコグラフィ

### シングル
| No.  | 発売日         | タイトル           | シリアル            | 最高位 | 備考                                                                                       |
| ---- | -------------- | ------------------ | ------------------- | ------ | ------------------------------------------------------------------------------------------ |
|      | 2002年7月24日  | 夏色のキャンバス   | AICL-1389           |        | プレデビューシングル                                                                       |
| 1st  | 2002年10月23日 | Stay With You      | AICL-1396           | 92位   | デビューシングル                                                                           |
| 2nd  | 2003年2月19日  | Cherish            | AICL-1409/1563/1705 | 125位  |                                                                                            |
| 3rd  | 2003年5月14日  | GET HAPPY          | AICL-1419/1570/1708 | 24位   |                                                                                            |
| 4th  | 2003年12月3日  | ビリーヴァー       | AICL-1499/1715      | 133位  | デビュー前より交流のあった、スウェーデンのプロデューサーダグラス・カーとのコラボレーション |
| 5th  | 2004年6月9日   | ひまわり           | AICL-1530/1722      | 42位   |                                                                                            |
| 6th  | 2005年3月16日  | Melodea            | AICL-1607           | 122位  | Mai Hoshimura名義でのリリース                                                              |
| 7th  | 2005年5月25日  | EVERY              | AICL-1620           | 32位   | Mai Hoshimura名義でのリリース                                                              |
| 8th  | 2005年9月28日  | 素直になれない     | AICL-1651           | 98位   | Mai Hoshimura名義でのリリース                                                              |
| 9th  | 2006年1月11日  | Merry Go Round     | AICL-1697           | 85位   | Mai Hoshimura名義でのリリース 初回仕様：『焼きたて!!ジャぱん』絵柄ステッカー封入           |
| 10th | 2007年3月7日   | 桜日和             | SECL-486            | 20位   | 初回仕様：BLEACH描きおろし絵柄カレンダー                                                   |
| 11th | 2007年5月30日  | 瞬間、ストロボ。   | SECL-499            | 99位   | 初回仕様：ピクチャーレーベル                                                               |
| 12th | 2007年11月14日 | かけがえのない人へ | SECL-568            | 111位  | 初回仕様：『獣神演武』豪華ブックレット                                                     |
| 13th | 2008年6月4日   | regret             | SECL-643            | 30位   | 初回仕様：D.Gray-man描き下ろしワイドキャップステッカー・トレカ封入                         |
| 14th | 2008年8月20日  | ひかり             | SECL-672            | 14位   |                                                                                            |
| 15th | 2010年3月10日  | いちばん星         | HVR-0008            | 186位  |                                                                                            |
| 16th | 2010年7月29日  | Candy              | HVR-0009            | 圏外   |                                                                                            |
| 17th | 2011年6月8日   | Doki Doki／You     | HVR-0011            | 圏外   |                                                                                            |

#### 配信限定シングル
| No. | 発売日        | タイトル         | 備考 |
| --- | ------------- | ---------------- | ---- |
| 1st | 2016年7月13日 | 宇宙でランデブー |      |

### アルバム

#### オリジナル・アルバム
| No. | 発売日        | タイトル  | シリアル                        | 最高位 | 備考                                                              |
| --- | ------------- | --------- | ------------------------------- | ------ | ----------------------------------------------------------------- |
| 1st | 2003年7月9日  | SOUP      | AICL-1437                       | 30位   |                                                                   |
| 2nd | 2006年1月25日 | Joyful    | AICL-1659                       | 70位   | Mai Hoshimura名義でのリリース                                     |
| 3rd | 2008年9月17日 | MY LIFE   | SECL-683/4(CD+DVD) SECL-685(CD) | 20位   | 初回限定仕様：収録シングル全曲のミュージック・ビデオ収録のDVD同梱 |
| 4th | 2012年4月18日 | evergreen | HVR-0012                        |        |                                                                   |
| 5th | 2018年6月27日 | MH        | HVR-0020                        |        |                                                                   |

#### ミニ・アルバム
| 発売日         | タイトル               | シリアル | 最高位 | 備考 |
| -------------- | ---------------------- | -------- | ------ | ---- |
| 2010年12月1日  | 今日が笑顔であるように | HVR-0010 |        |      |
| 2013年10月23日 | Good Today             | HVR-0013 |        |      |

#### ベスト・アルバム
|        | 発売日        | タイトル                | シリアル                            | 最高位 | 備考 |
| ------ | ------------- | ----------------------- | ----------------------------------- | ------ | --- |
| ベスト | 2009年3月11日 | PIANO&BEST              | SECL-767/9(2CD+DVD) SECL-770/1(2CD) | 60位   | 未発表曲「I miss you」「好きなんです」を含む 初回限定仕様：ライブ映像を収録したDVD同梱                                                                     |
| ベスト | 2014年5月21日 | My Selection 2010〜2013 | HVR-0016                            |        | ボーナス・トラック「BabyBaby」（新曲） 2010年から2013年にリリースした作品の中から今回新たに リアレンジ、リマスタリングしたものを含む16曲入のセレクションCD |

#### コンピレーション・アルバム
| 発売日         | タイトル                                     | シリアル       | 最高位 | 収録曲 |
| -------------- | -------------------------------------------- | -------------- | ------ | --- |
| 2005年8月3日   | RELAXIN' WITH JAPANESE LOVERS VOLUME 4       | AICL-1647      |        | 「プラスティック・ラブ」                                                                                           |
| 2005年9月28日  | Diva                                         | MHL-653        | 197位  | 「ひまわり」 |
| 2005年12月7日  | 恋するハニカミ！Honey Comming LoveSongs      | DFCL-1198      |        | 「素直になれない」                                                                                                 |
| 2006年6月7日   | めざまし39                                   | MHCL-797       |        | 「家族」 |
| 2006年6月21日  | 焼きたて!!ジャぱん 主題歌集 BEST ぱん!       | SVWC-7362      |        | 「Merry Go Round」                                                                                                 |
| 2007年9月26日  | セリーヌ・ディオン トリビュート              | SICP-1565/1566 | 38位   | 「IT'S ALL COMING BACK TO ME NOW」                                                                                 |
| 2008年9月24日  | D.Gray-man COMPLETE BEST                     | SVWC-7576      |        | 「regret」 |
| 2008年12月17日 | D.Gray-man Original Soundtrack 3             | SVWC-7602      |        | 「regret ~D.Gray-manエンディングVer~」                                                                             |
| 2008年12月17日 | BLEACH BEST TUNES                            | SVWC-7600/7601 |        | 「桜日和」 |
| 2010年12月15日 | ブリコン 〜BLEACH CONCEPT COVERS〜           | SVWC-7733      |        | （演奏での参加）                                                                                                   |
| 2011年10月5日  | Return To ZERO                               | B005EJMXLQ     |        | 星村麻衣名義 「Loneliness in Labyrinth」 「Days」 Daybreakers 名義 「Return To ZERO」                              |
| 2012年9月12日  | ありがとうの絆。                             | DRILL-D001-2   |        | 家原正樹,山口寛雄,星村麻衣 with 江口信夫名義 （※当時結成していたバンド「デイジーレイシー」のメンバー） 「My Girl」 |
| 2024年5月10日  | 『トラペジウム』オリジナル・サウンドトラック | SVWC-70662     |        | 甘束まお、星村麻衣、木下ひより 名義 「キャンディ・ストライプ」                                                     |

### アナログ・シングル
| 発売日        | タイトル             | シリアル  |
| ------------- | -------------------- | --------- |
| 2005年4月6日  | Melodea              | AIJL-5254 |
| 2005年6月8日  | EVERY                | AIJL-5258 |
| 2005年9月28日 | 素直になれない       | AIJL-5271 |
| 2017年8月5日  | プラスティック・ラブ | MHK7-6    |

### ボックス・セット
| 発売日        | タイトル                                   | シリアル | 備考 |
| ------------- | ------------------------------------------ | -------- | --- |
| 2012年12月2日 | 星村麻衣 〜Sony Music Years〜 Complete BOX | DQCL-458 | ・Sony Music Shop完全限定生産 ・5Blu-spec CD+DVD+スペシャルフォトブック ・2012年最新リマスタリング ・未発表音源も収録 「Memory」 「Don't Wanna Be Alone」 「How Can I Say I Love You」 |

### ライブCD
| 発売日        | タイトル                                          | シリアル | 備考                                                                                       |
| ------------- | ------------------------------------------------- | -------- | ------------------------------------------------------------------------------------------ |
| 2013年4月20日 | HoshimuraMai 10th AnniversaryTour2012 "evergreen" |          | 2012.11.9 モーションブルー横浜の公演から11曲を収録したライブCD（ライブ会場・通販限定商品） |

### ライブDVD
| 発売日        | タイトル                  | シリアル | 備考 |
| ------------- | ------------------------- | -------- | --- |
| 2014年2月26日 | HoshimuraMai LIVE"東雲祭" |          | 2013.8.30に島根県民会館で開催された「東雲祭」。 星村麻衣の母校である島根県立松江東高校のイベントにゲスト出演した模様を収録。 ドラム、ベース、ギターを従えて新旧の楽曲を織り交ぜたスペシャルライブ。 |

## タイアップ
| 楽曲                   | タイアップ                                                     |
| ---------------------- | -------------------------------------------------------------- |
| GET HAPPY              | フジテレビ系ドラマ『マルサ!!東京国税局査察部』主題歌           |
| ビリーヴァー           | TBS系ドラマ愛の劇場『銀座まんまんなか!』主題歌                 |
| ひまわり               | テレビ朝日系ドラマ『電池が切れるまで』主題歌                   |
| Melodea                | TBS系『世界・ふしぎ発見!』テーマソング                         |
| EVERY                  | フジテレビ系ドラマ『離婚弁護士II 〜ハンサムウーマン〜』主題歌  |
| 素直になれない         | TBS系『恋するハニカミ!』テーマソング                           |
| Merry Go Round         | テレビ東京系アニメ『焼きたて!!ジャぱん』エンディングテーマ     |
| 桜日和                 | テレビ東京系アニメ『BLEACH』エンディングテーマ                 |
| 瞬間、ストロボ。       | TBS系『恋するハニカミ!』エンディングテーマ                     |
| かけがえのない人へ     | テレビ東京系アニメ『獣神演武 -HERO TALES-』エンディングテーマ  |
| regret                 | テレビ東京系アニメ『D.Gray-man』エンディングテーマ             |
| ひかり                 | TBS系ドラマ日曜劇場『Tomorrow〜陽はまたのぼる〜』主題歌        |
| Candy                  | テレビ東京系バラエティ番組『くだまき八兵衛』エンディングテーマ |
| 今日が笑顔であるように | BS-TBS『宮崎哲弥 こころのすがた』『親鸞の道』テーマソング      |
| Doki Doki              | 日本海テレビ音楽番組『1ch Music』エンディングテーマ            |
| You                    | 園田競馬場・姫路競馬場2011年度CMソング                         |
| HONEY                  | モナコグループテーマソング                                     |
| Good Today             | モナコグループテーマソング第二弾                               |
| Panorama               | モナコグループテーマソング第三弾                               |

## 楽曲提供
- Do As Infinity「僕たちの決断」（作曲）
- 島谷ひとみ「うれしいこと」（作詞・作曲）
- 寿美菜子「つきのひかり」（作詞）
- 新宅由貴子「生命のCOLOR」（作曲）
- 高垣彩陽「Will」（作詞・作曲）
- 寿美菜子「交差点」（作詞・作曲）
- 大原櫻子「Special day」（作詞・作曲、※詞は大原櫻子、亀田誠治と共作）
- X21「大好きだよ...」（作曲）
- Sexy Zone「Last winter's night」（作曲）
- 北乃きい「ヒーター」（作曲）

## ライブサポート活動
- 柏木由紀 2012年～

## 出演番組

### ラジオ
- AIR-G'「PIANO GIRL」（2003 - 2003.09.24）
- FM OSAKA「RADIO SOUP」
- ZIP-FM「HEAT PHONICS feat. Mai Hoshimura」
- bayfm「星村麻衣のまーいっか」（2007.04.01 - 2009.3.29／日曜日25:05 - 25:30）
- AIR-G'「Welcome back」（2007.04.04 - 2008.03.26／水曜日21:00 - 21:30）
- Kiss FM KOBE「Kiss MaiSTAR VILLAGE」（2012.10.07 - 2018.3.25／日曜日9:30 - 9:55）

### インターネット
- Sony Music「星村日和II」（2週間に一度のペースで更新されていた配信番組。楽曲リリースの時期にあわせて不定期で生配信も実施された。）

### テレビドラマ
- ビバ!山田バーバラ 第1話（2006.6.30、テレビ朝日） - 友情出演
- Tomorrow〜陽はまたのぼる〜（2008.07.06 - 09.07、TBS）- 本人役で出演